# Yeruá
Estación Yeruá es una localidad y centro rural de población con junta de gobierno de 2ª categoría del distrito Yuquerí del departamento Concordia en la provincia de Entre Ríos, República Argentina. Lleva el nombre de la estación de ferrocarril en torno a la cual se originó la localidad. Se comunica con la ruta nacional 14 por medio de un acceso de tierra de 9,5 km. 

## Población
La población de la jurisdicción de la junta de gobierno era de 583 personas según el censo de octubre de 2010, de los cuales 326 eran varones. La población de la localidad, es decir sin considerar el área rural, era de 212 personas en 1991 y de 333 en 2001. La población de la jurisdicción de la junta de gobierno era de 677 habitantes en 2001.

## Junta de gobierno
La primera junta de gobierno fue designada por decreto n.º 0176 4274/1974. Luego de restaurada la democracia en Argentina fue designada su segunda junta de gobierno por decreto 1067/1984 MGJE del 3 de abril de 1984. La tercera por decreto 2798/1985 MGJE del 31 de julio de 1985. La cuarta por decreto 1878/1992 MGJE del 29 de abril de 1992. La quinta por decreto 2240/1993 MGJE del 7 de junio de 1993. La sexta (1 presidente, 4 vocales titulares, 2 vocales suplentes) por decreto 3192/1996 MGJE del 30 de agosto de 1996. La séptima por decreto 303/2000 MGJE del 7 de febrero de 2000, que fue reorganizada por decreto 3408/2000 MGJE del 9 de agosto de 2000.
Mediante el decreto 2356/1986 MGJE del 13 de junio de 1986 fueron fijados los límites jurisdiccionales de la junta de gobierno de Estación Yeruá, los cuales se apoyan en el arroyo Yeruá al sur limitando con el departamento San Salvador y la junta de gobierno de Clodomiro Ledesma, al este limita con el ejido municipal de Estancia Grande, y al norte y oeste con un área no organizada de la Colonia Nacional Yeruá.
El 23 de noviembre de 2003 fue elegida la primera junta de gobierno de Estación Yeruá tras la reforma de la ley n.º 7555, y el 18 de marzo de 2007 la segunda compuesta por 1 presidente, 7 vocales titulares, y 3 vocales suplentes. Fue utilizado el circuito electoral 247-Estación Yeruá, que fue delimitado el 20 de noviembre de 1998, pero abarcando más territorio que el correspondiente a la junta de gobierno. La segunda fue elegida el 23 de octubre de 2011.